# Christian Lehmann Pagh
Christian Lehmann Pagh (født 17. januar 1841 i Fredericia, død 8. april 1912 i Bogense) var en dansk kancelliråd, bogtrykker og politiker.
Pagh var uddannet bogtrykker og blev derefter tilknyttet Fredericia Avis. Han købte i 1865 Bogense Avis, som han drev frem til 1904. Fra 1869 til 1912 sad han i Bogense Byråd, og i 1902 blev han medlem af Landstinget, som han fra 1904 og frem til 1912 var formand for, valgt for partiet Højre.
Udover sit politiske virke havde Pagh flere bestyrelsesposter, bl.a. som næstformand i Håndværksrådet, Arbejdsgivernes Ulykkesforsikring, Fællesrepræsentationen for dansk Industri og Haandværk og Teknologisk Institut, formand for Dansk Provinsbogtrykkerforening og for Købstadsforeningen, sidstnævnte fra 1909. Han var desuden medstifter af Nordfynske og Nordvestfynske Jernbaner, ligesom han var primus motor i etableringen af Varelotteriet, hvor han også var bestyrelsesmedlem, og Teknologisk Institut.
Han var formand for Bogense Banks repræsentantskab og for Bogense tekniske Skoles bestyrelse, medlem af Odense Amts skoleråd, i bestyrelsen for Nordisk Forening til økonomisk Samarbejde og medlem af Toldrådet fra 1910
1. april 1912 blev han som den sidste i Danmark udnævnt til etatsråd. Han var også Ridder af Dannebrog og Dannebrogsmand.
Han var gift med Ida Elisabeth Pagh, født Michelsen (død 1908).
Christian Lehmann Pagh er begravet ved Bogense Kirke.
Ved stien langs kysten på den nordøstlige side af kirkegården står et mindesmærke med bronzeportrætrelief og infotavle om ham.